# Prosopocera belzebuth
Prosopocera belzebuth es una especie de escarabajo longicornio del género Prosopocera, categorizada en la tribu Prosopocerini, de la subfamilia Lamiinae. Fue descrita por Thomson en 1857.

## Descripción
Mide 23-31 mm de longitud.

## Distribución
Se distribuye por Camerún, Gabón, Gambia, Guinea, Nigeria, República Centroafricana, República Democrática del Congo, República del Congo, Senegal y Tanzania.